# Raiffeisenbank Voreifel
Die Raiffeisenbank Voreifel eG war eine Genossenschaftsbank mit Sitz in Rheinbach. 

## Geschichte
Die Raiffeisenbank Voreifel ist im Jahre 2016 aus der Fusion der Raiffeisenbank Rheinbach Voreifel und der Raiffeisenbank Grafschaft-Wachtberg entstanden. Im Herbst 2024 hat die Raiffeisenbank Voreifel eG mit der VR-Bank Bonn Rhein-Sieg eG fusioniert.

## Geschäftsstellen
Die Raiffeisenbank Voreifel unterhielt unter anderem Geschäftsstellen und SB-Geschäftsstellen sowie Geldautomaten in folgenden Orten:
Altendorf-Ersdorf, Arloff, Berkum, Buschhoven, Flamersheim, Flerzheim, Gelsdorf, Houverath, Kuchenheim, Lantershofen, Meckenheim, Odendorf, Oedingen, Rheinbach, Ringen, Stotzheim, Unkelbach, Wershofen und Wormersdorf (Stand: 5. April 2021).